# Dansk Landbrug og Fællesmarkedet
Dansk Landbrug og Fællesmarkedet er en dansk oplysningsfilm fra 1962 instrueret af Tørk Haxthausen efter eget manuskript.

## Handling
En oplysningsfilm om hvad Danmarks mulige indtræden i det europæiske fællesmarked betyder for dansk landbrug.